# Darío de Regoyos
Darío de Regoyos y Valdés (Ribadesella, 1 de noviembre de 1857-Barcelona, 29 de octubre de 1913) fue un pintor español de un personal estilo impresionista tardío, con obra puntillista y simbolista, además de un importante capítulo dedicado a la visión de la «España negra». 

## Biografía
Se inició en el dibujo con su padre, Darío Regoyos Molenillo, ingeniero y arquitecto, natural de Valladolid, aficionado a la pintura. En su juventud, la familia se trasladó de su Ribadesella natal a Madrid donde su padre fue aceptado en la Real Academia de Bellas Artes de San Fernando. Tras la muerte paterna, Darío se matriculó en la misma Academia en la asignatura de Introducción al paisaje que impartía Carlos de Haes, introductor en España de las técnicas plenairistas.
En el año 1879, viajó a Bruselas acompañando a Isaac Albéniz y Enrique Fernández Arbós, que iban a ser galardonados por el Conservatorio Real de Bruselas con “Distinción” y “Excelencia”, respectivamente. En la capital belga tomó contacto con la ‘modernidad artística’ y se convierte en discípulo de Joseph Quinaux. Se une en 1882 al grupo de L’Essor (El Vuelo), creado en 1876 por un heterogéneo grupo de artistas, seguidores de diferentes estéticas, y cuyo objetivo común era una negación del neoclasicismo y el academicismo. Sin embargo, Regoyos, por su preferencia inicial por los artistas del Realismo frente a los vanguardistas, se distanció de L’Essor dos años después (1884), habiendo expuesto solo junto a ellos durante los años 1883 y 1884. A este período le corresponde el retrato realizado por Theo van Rysselberghe, también miembro de L’Essor, donde aparece Regoyos tocando una guitarra. 

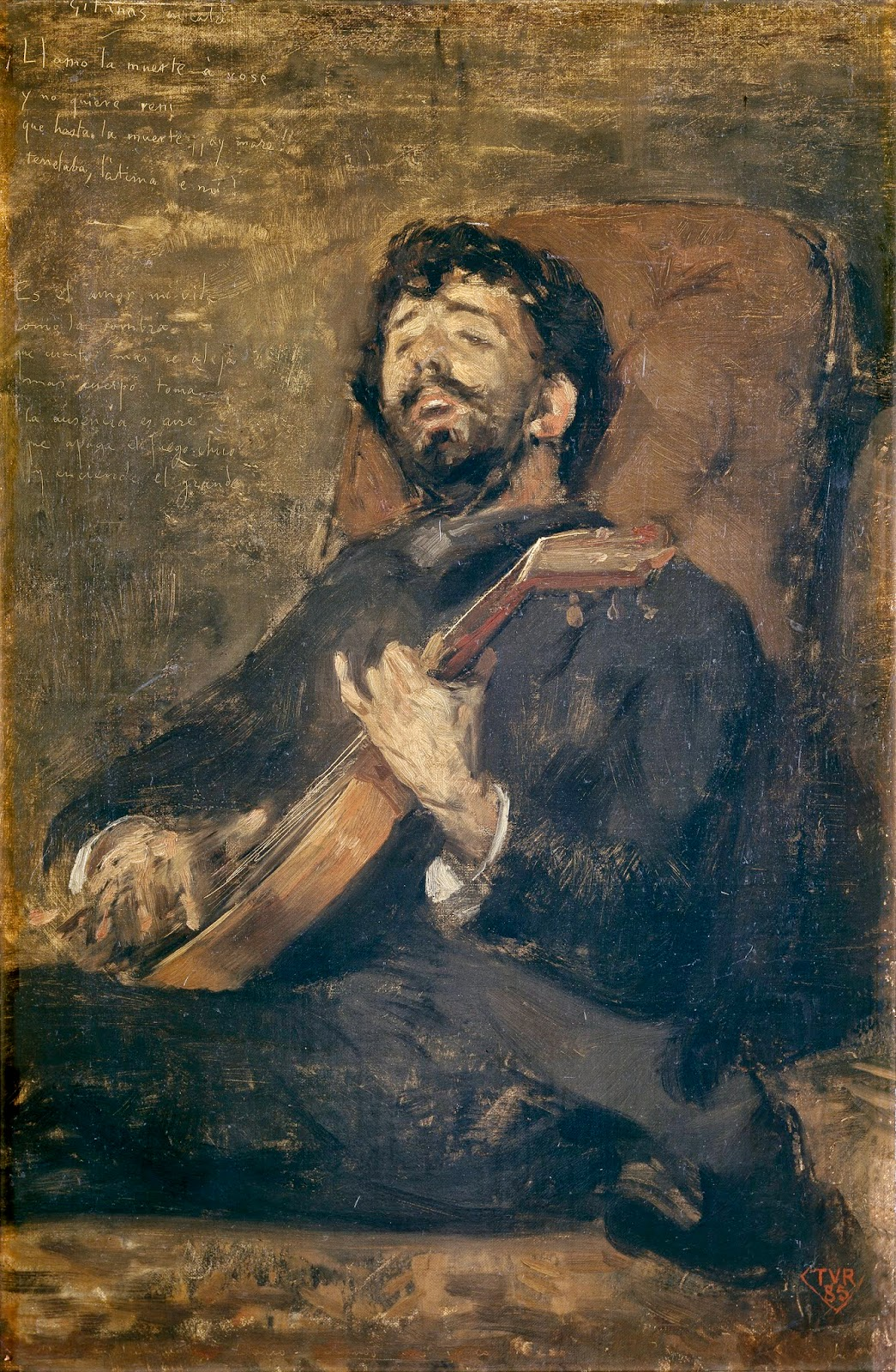
Retrato de Darío de Regoyos con la guitarra, Théo van Rysselberghe (1885; Madrid, Museo Nacional del Prado).

Entre los que habían decidido, por las causas nombradas, acabar con su participación en L’Essor, promovido por el abogado y pintor Octave Maus y el mecenas y escritor Edmond Picard, nace en el año 1883 el grupo denominado Les XX. Este grupo, que estaba formado por veinte miembros (once fundadores y nueve invitados), que se hacían llamar veintistas, estaba conformado por otros artistas como James Ensor, Theo van Rysselberghe o Fernand Khnopff. Esta organización tenía como objetivo promover una exposición anual, en las que cada artista presentaría seis obras, que al no existir jurado, niega o suprime la competición entre ellos. Todo esto sería, finalmente, acogido por un catálogo, así como un simultáneo ciclo de conferencias y conciertos. Entre los invitados a estas exposiciones figuran nombres inscritos en lo más alto del desarrollo impresionista, como Paul Gauguin, Camille Pissarro o Toulouse-Lautrec.
Ese mismo año, Darío de Regoyos decide volver a pasar los meses del estío en Guipúzcoa, que con los años acabaría por convertirse en su residencia permanente. Como se señala en La España Negra, en su casa del camino de Ategorrieta, cerca de San Sebastián, fue anfitrión de Pío Baroja, con quien congenió. De estos viajes, se destaca su creciente relación con artistas vascos de formación francesa, como Ignacio Zuloaga, Paco Durrio y Pablo Uranga. Junto con ellos, se afanará el pintor en promover exposiciones de carácter colectivo como las llevadas a Bélgica por la Asociación de Artistas Vascos.
En 1888, Darío de Regoyos le escribe una importante carta al que había sido su amigo casi desde los comienzos de su estancia en Bruselas, el poeta Émile Verhaeren, a causa del fallecimiento de su padre. Le invitaba, en la misiva, a realizar juntos un viaje por España, del que nacería el libro La España Negra. Este comenzará en Guipúzcoa y se visitó, por este orden, Guetaria, Zarauz, Renteria, Pamplona, Madrid, Ávila y finalmente Burgos. No obstante, en primer lugar sólo se publicaron las observaciones de Émile Verhaeren, en la revista L’Art Moderne, bajo el nombre Impresions d’artiste. No es hasta su publicación en la revista Luz fundada por el propio pintor, cuando recibirá el nombre de La España Negra, con la ampliación de esta con ilustraciones xilográficas y una serie de textos realizados por él mismo. Son, sobre todo, las aportaciones de Darío de Regoyos las que posicionan este libro como una obra crítica con la España del momento, y el que además, decide finalmente añadirle el calificativo de negra. Las obras sobre esta España pueblerina, tradicional y en su mayoría, controlada por la religión, se caracterizan por una búsqueda latente por la expresión, y unas ideas que le acercan a la que será la generación del 98. No obstante, esta cercanía no se basa, exclusivamente, en la idea trágica sobre España que plantean estos autores, sino la forma de vivir y ver el paisaje, donde predominan las ciudades crepusculares, la sensación de ruina, y de ser intercambiables entre ellas. 
Los problemas de salud de su mujer, con la que había contraído matrimonio en el año 1875, y los suyos propios, van a empezar a complicar la vida del pintor, que hasta el momento se mantenía en una situación acomodada. Padre de seis hijos, multiplicaría por esta causa, y para poder financiar los cuidados que requería su familia, su participación en certámenes de pintura sin gran éxito. Es en este momento, cuando su anterior amistad con Camille Pissarro, le une al marchante Paul Durand-Ruel, que comercializará progresivamente su obra. Gracias, además a Pisarro, retoma su afán de convertirse en un gran paisajista, probando esta vez las técnicas puntillistas, que le convierte en el único español que llevará a cabo esta técnica. No obstante, al ser una técnica pictórica que emplea mucho tiempo para su realización, acaba por ser abandonada por el artista. 
Vuelve, así, a sus rápidas pinceladas y a pintar en su mayoría al aire libre a partir de 1900, durante un nuevo viaje por España en busca de diferentes paisajes. Esta serie de pinturas aumenta ligeramente su popularidad. A este período pertenece el popular cuadro de La Concha, realizado aproximadamente en 1906, donde consigue en un impresionismo tardío un equilibrio perfecto entre las tonalidades verdes, ocres, malvas y azules y en su composición. Tras dos estancias en Durango en 1905 y 1907, durante las cuales pinta diversas vistas de la villa y de localidades vecinas, en 1909 se traslada a Guecho y recibe los cuidados del médico Juan Antonio Gádiz, dado su cada vez peor estado de salud. Por estos mismos motivos, se traslada a Barcelona, donde es diagnosticado de cáncer de lengua, y donde pasa sus tres últimos años de vida habiendo ya perdido la capacidad de hablar. El 29 de octubre de 1913 muere en Barcelona a causa de esta enfermedad. Continuó pintando hasta el final de sus días. En Bélgica, recibió en homenaje de una exposición a cargo de la asociación La Libre Esthétique, promovida por su director Octave Maus.

## Obra

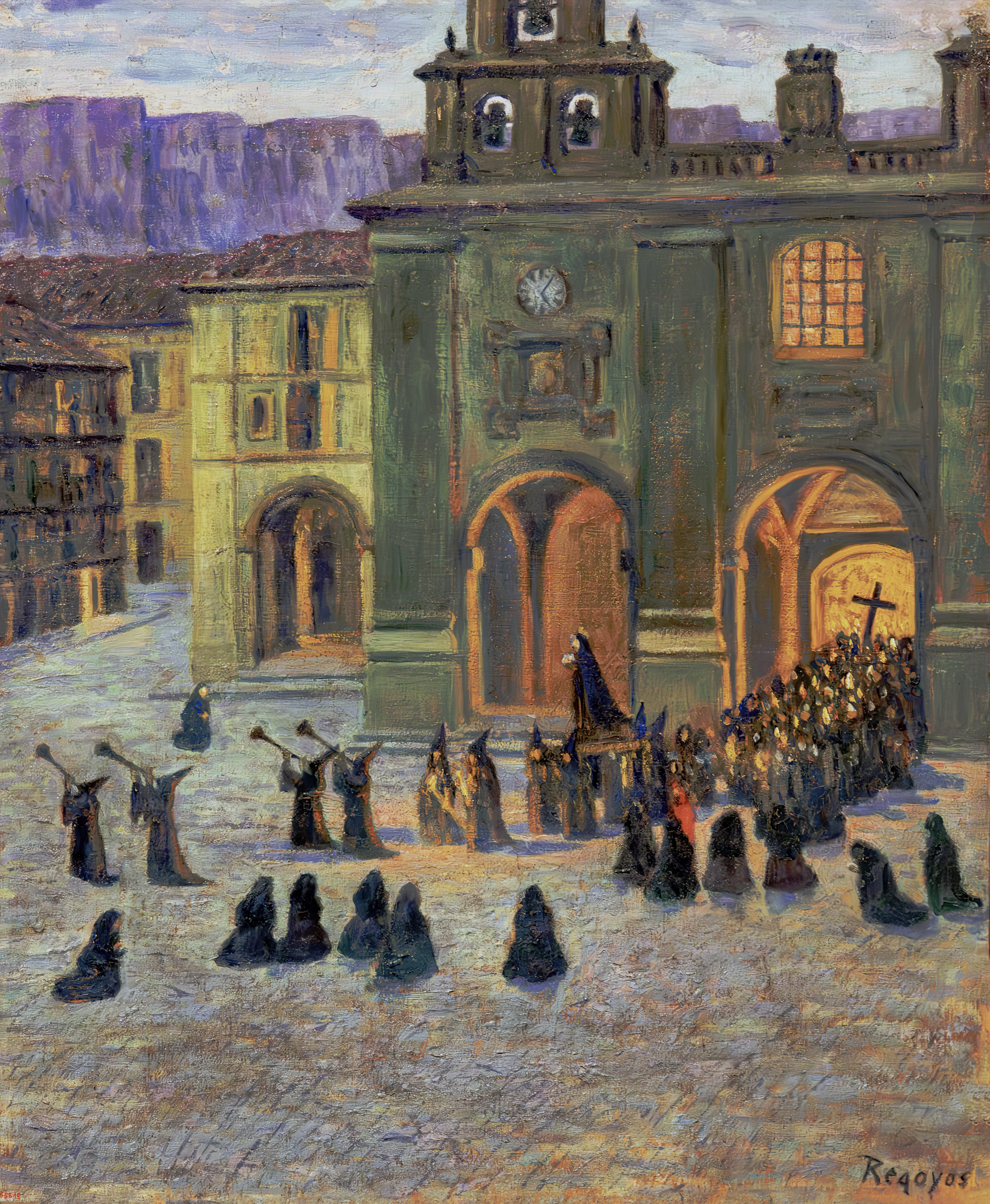
Viernes Santo en Orduña, Darío de Regoyos (1903; Barcelona, MNAC).

Considerado maestro de la luz y el color, en su pintura, se advierte un creciente simbolismo, en donde prácticamente todos los elementos responden a una idea mayor, en forma de metáfora. Como pintor, es indudable que poseía una gran curiosidad, con la cual fue capaz de dejar de lado el naturalismo y adentrarse en el impresionismo, e incluso superarlo, con el puntillismo y pre-simbolismo. Llega por tanto, a ser más atrevido que pintores contemporáneos como Sorolla o Ignacio Zuloaga. Su dibujo resulta un tanto primario, casi naif, en contraste con un colorido vivo de gusto internacional, que entonces era mayoritariamente denostado en España. Existe una amplia muestra de su arte en el Museo de Bellas Artes de Bilbao, el MNAC de Barcelona y el Museo Carmen Thyssen de Málaga.
Si se intentase dividir su pintura por etapas, habría que centrarse en el concepto, más que en el método, para encontrar diferencias. Como dos grandes categorías la pintura de Regoyos puede entenderse como en ocasiones íntima y en otras, crítica y expresiva. Habría que destacar también que fuera de estas, se encuentran varios retratos y un autorretrato en su obra. En la primera, la pintura estará supeditada a la consecución de un instante, de un recuerdo o de una impresión de la naturaleza. De esto, es ejemplo obras como Recogiendo fresas, Pino de Bejar, o El gallinero. La paleta aquí, es clara, de colores suaves o a veces, artificiales. En la segunda se mantiene siempre crítico, con una visión desgarrada de la realidad y donde alcanza el expresionismo. 
Es en su etapa madura como pintor cuando se adentra en el plenairismo. Ejemplo de esto son Paisaje de Hernani fechado hacia 1900, donde se muestra una vista panorámica de esta localidad al atardecer, con las luces doradas que bañan las pequeñas casas y el puente viejo, enmarcados por el monte Adarra. El paso del tren, hacia 1902, muestra el paso de este cerca de San Sebastián, en Ategorrieta. Esta etapa pictórica podría resumirse fácilmente en las palabras del propio pintor en la revista francesa Mercure de France en 1905. 

Si volviera a comenzar mi vida, volvería a utilizar una paleta clara, sin tierras, sin negros, y sólo haría paisaje, entregándome por completo a las impresiones que recibiera de la naturaleza.
Darío de Regoyos, Encuesta sobre las tendencias actuales en las artes plásticas

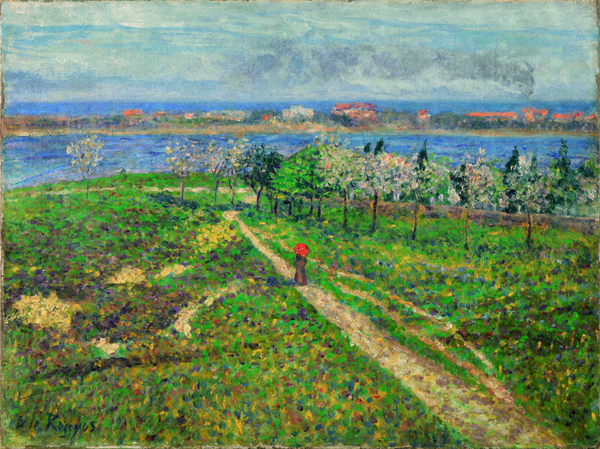
Almendros en flor, Darío de Regoyos (1905), Museo Carmen Thyssen Málaga.

El artista consigue plasmar el movimiento del mismo sin necesidad de pintar la locomotora, simplemente sirviéndose del humo que ésta dejó a su paso. Los colores son apagados, acorde al clima sombrío vasco. En Los almendros en flor Regoyos organiza el cuadro en frisos horizontales, empleando el puntillismo para plasmar la naturaleza del campo. Aunque el protagonismo es del paisaje, Regoyos introduce siempre en estas obras figuras humanas que se integran perfectamente el paisaje, destacando especialmente en Los almendros en flor la sombrilla roja de la mujer que pasea por el campo. Todos estos ejemplos se encuentran expuestos actualmente en las salas del Museo Carmen Thyssen Málaga.
Artistas españoles posteriores le tendrán como referencia, tanto por su rebeldía como por su obra, como Picasso, y escritores del 98, como Pío Baroja, por su actitud, y su color en España, el negro.
Tiene calles en su honor en Oviedo, Ribadesella, Bilbao, Durango, Irún, Rentería, Azuqueca de Henares y Cabezón de Pisuerga.

## Galería

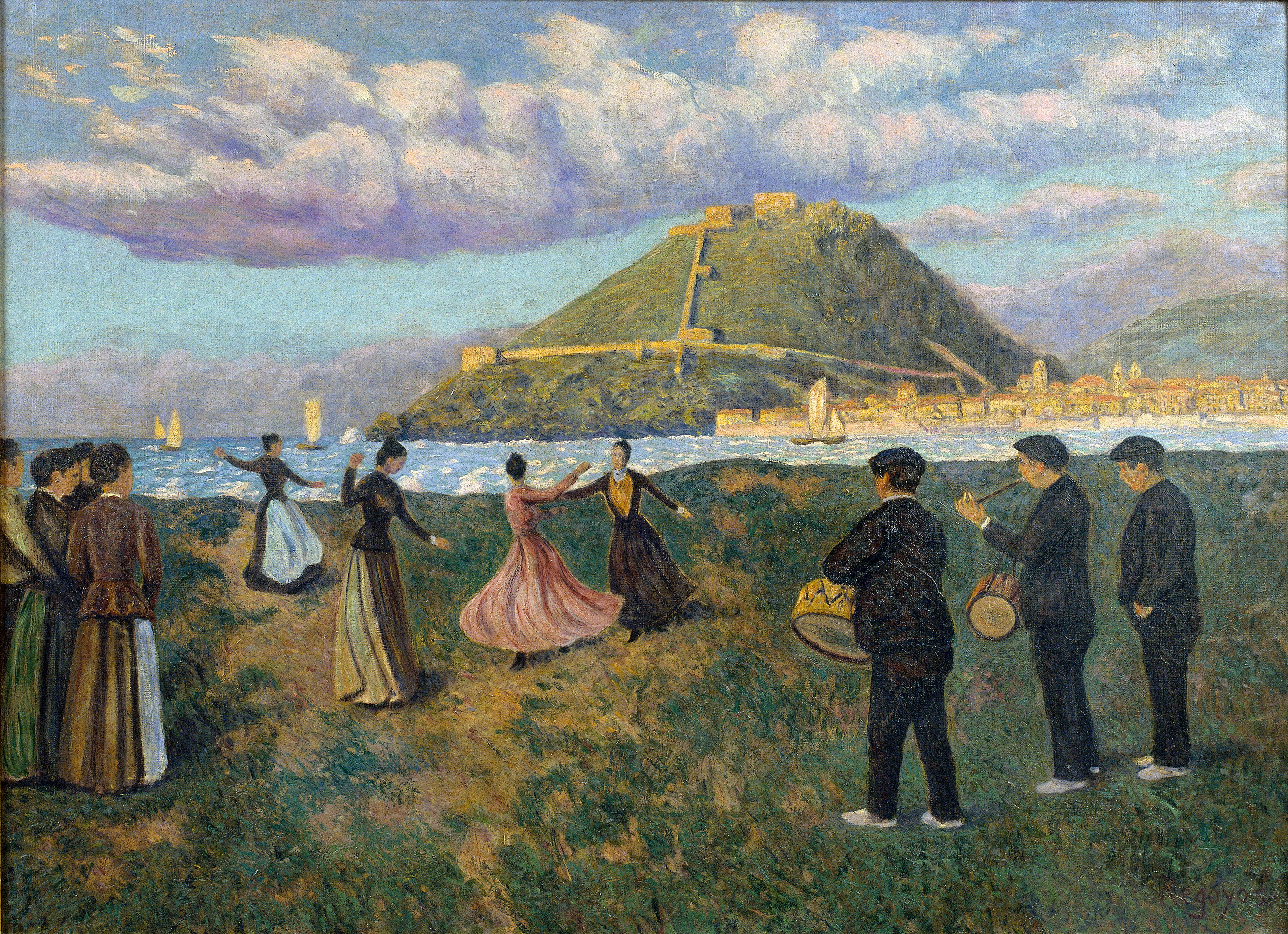
Fiesta vasca (Baile en El Antiguo, San Sebastián) (c. 1890). MNAC.
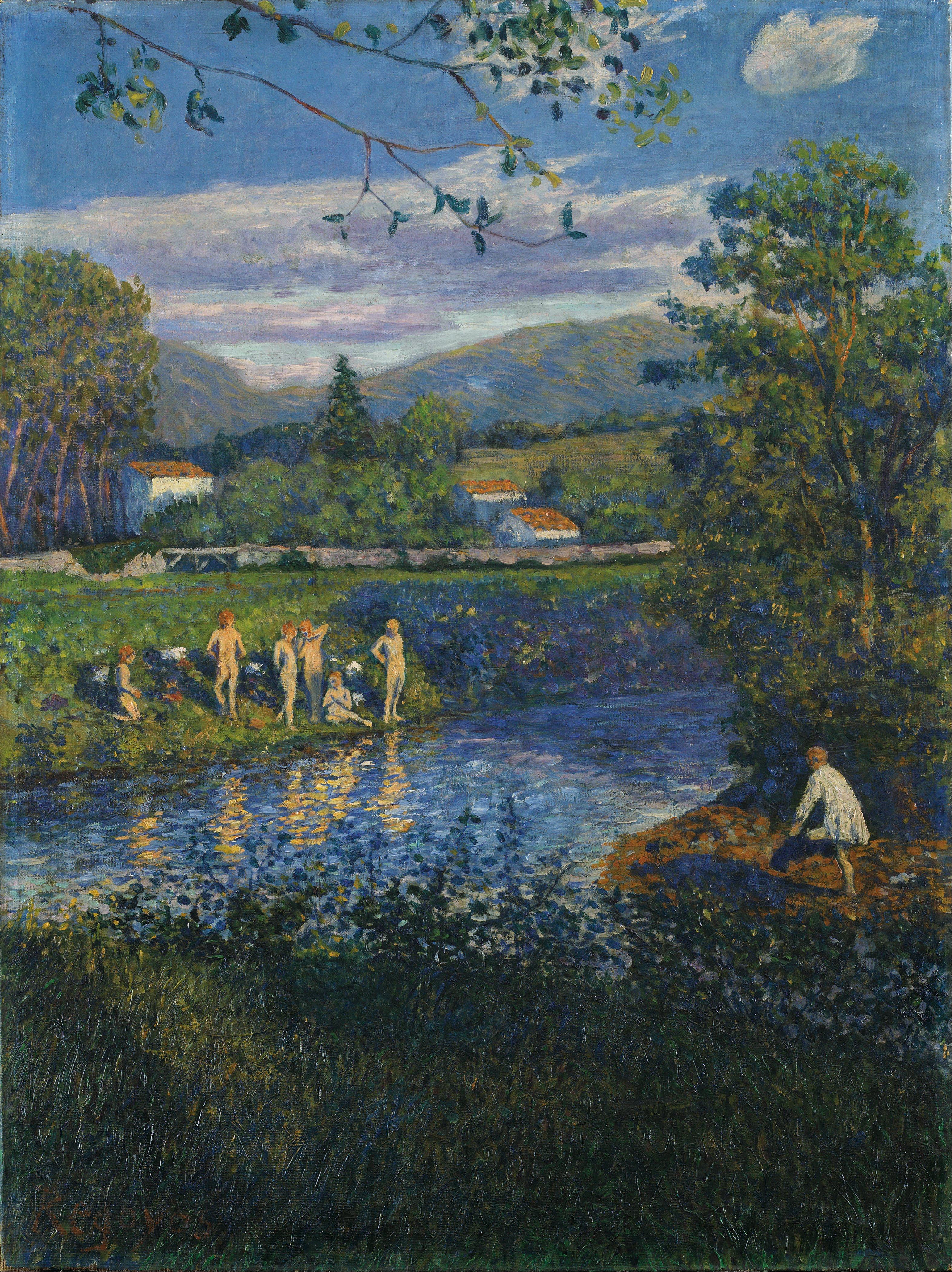
El baño en Rentería (1900). Museo de Bellas Artes de Bilbao.
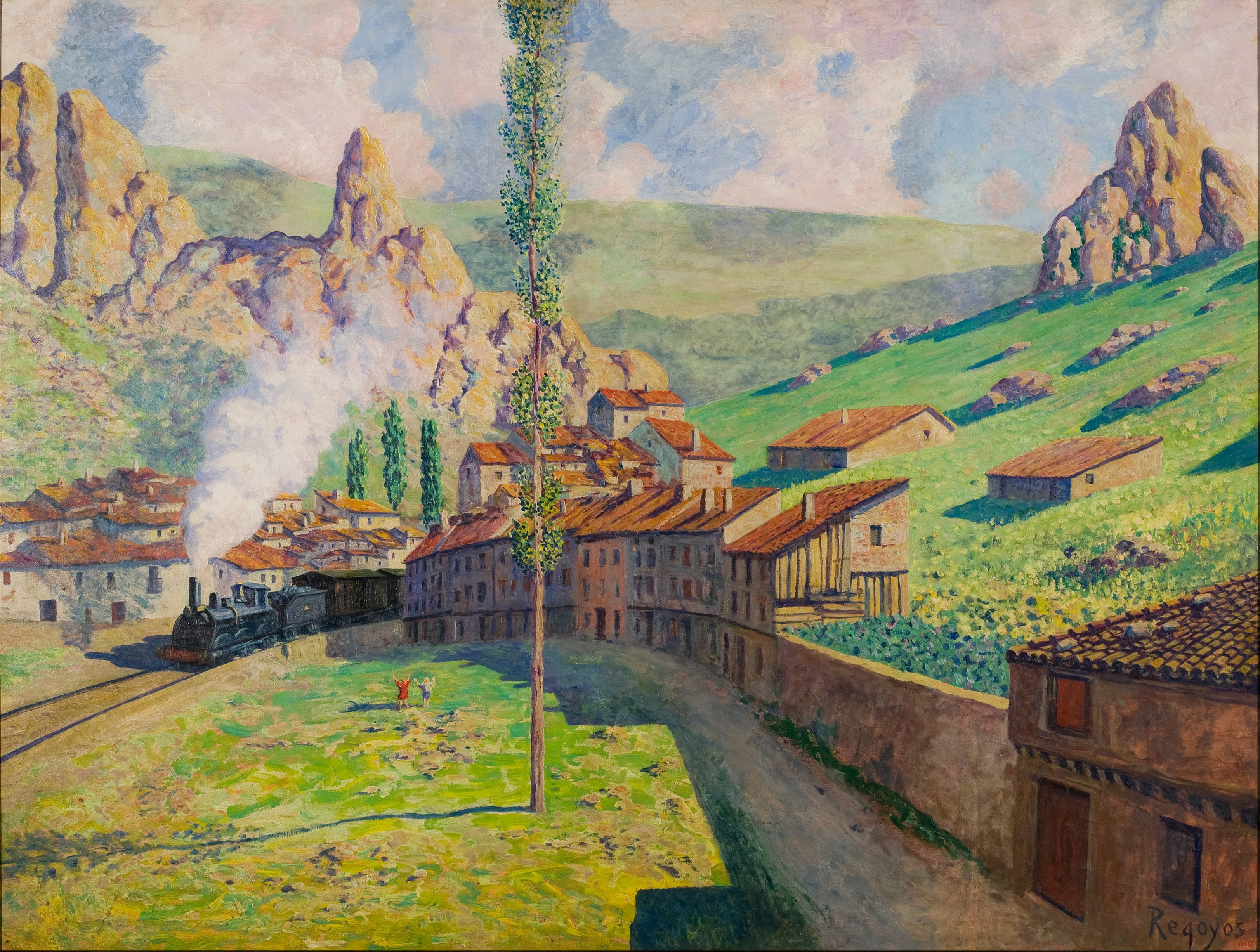
Pancorbo: el tren que pasa (1901). MNAC.
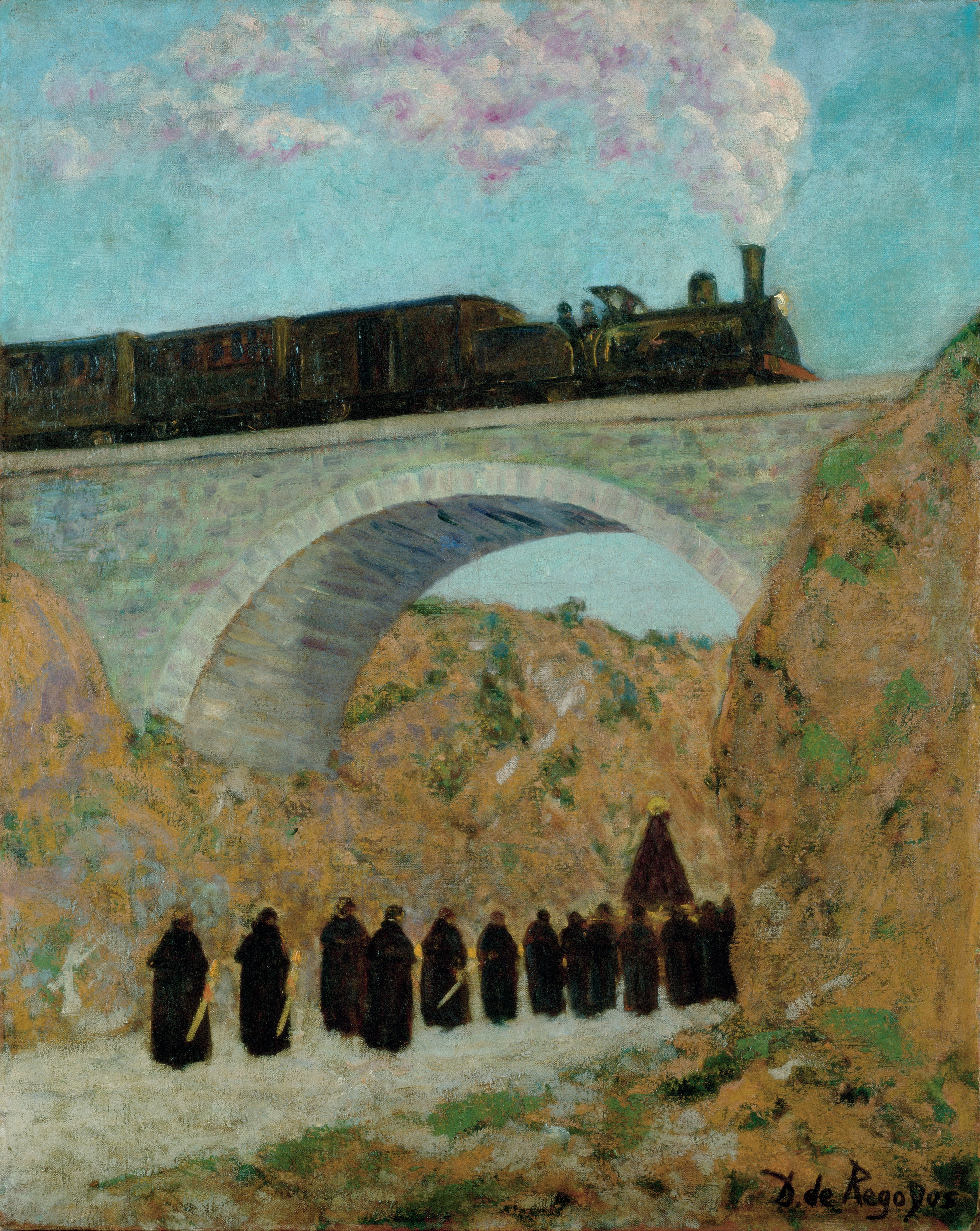
Viernes Santo en Castilla (1904). Museo de Bellas Artes de Bilbao.
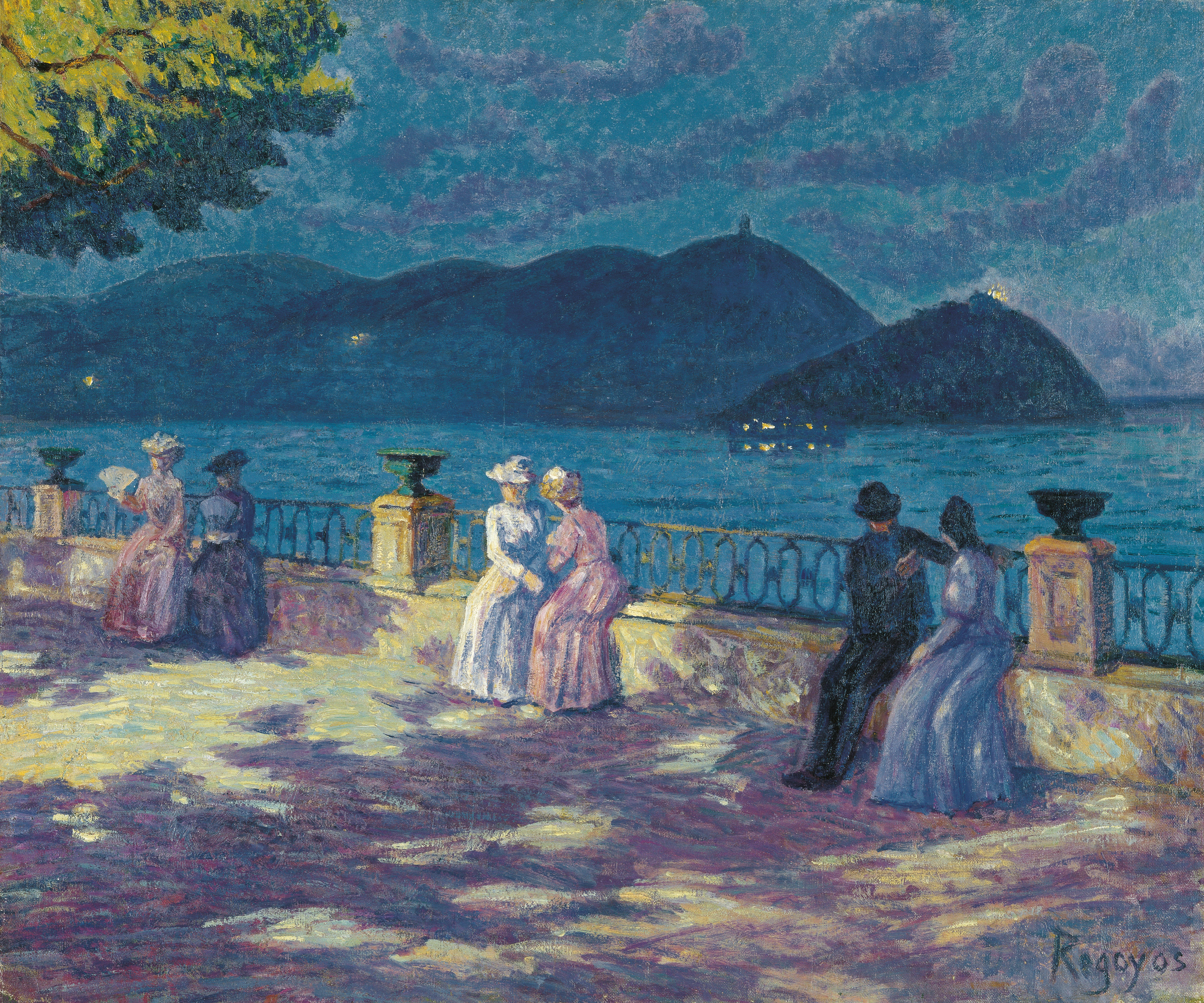
La Concha, nocturno (c. 1906). Museo Carmen Thyssen Málaga.
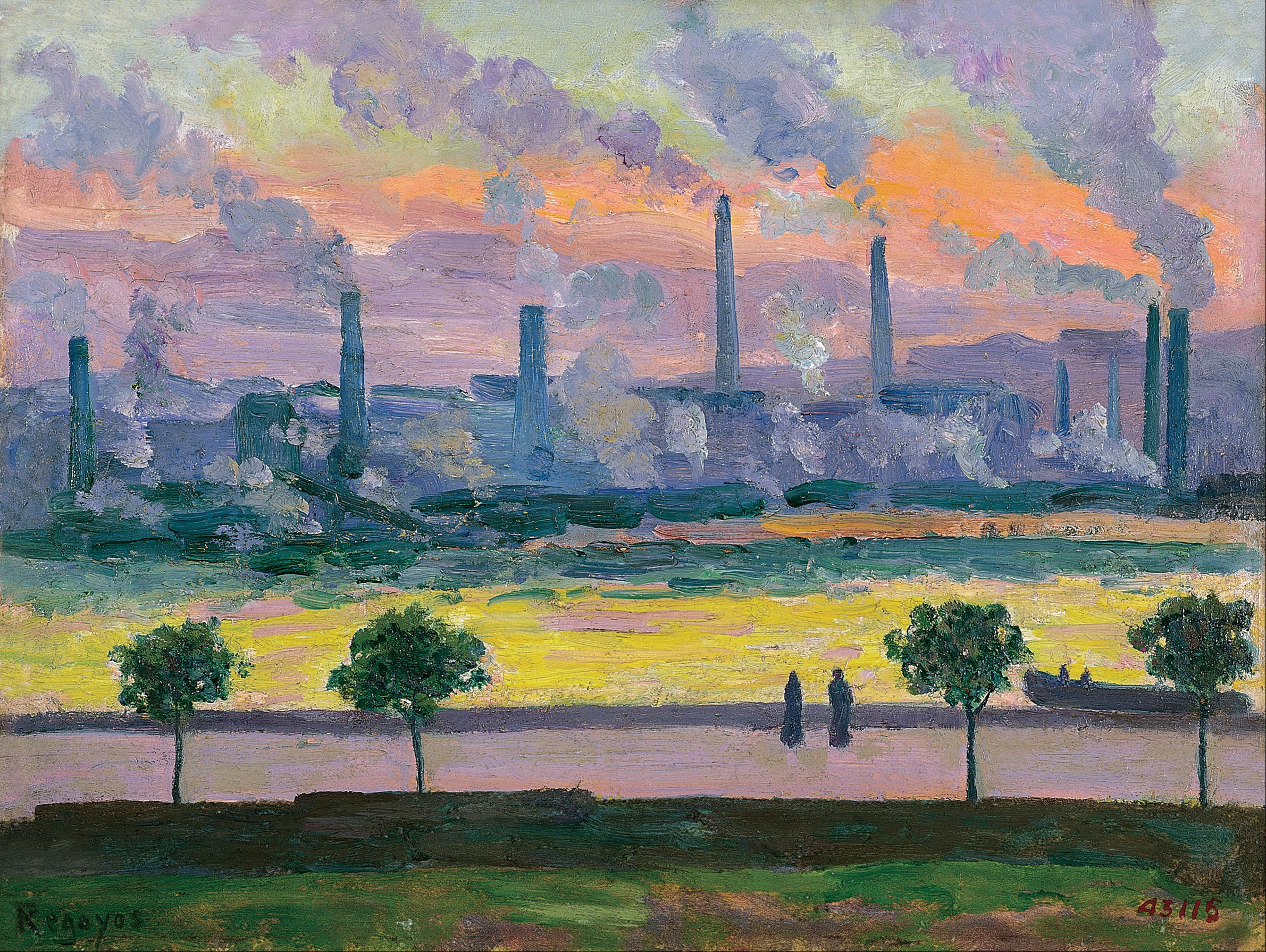
Altos hornos de Bilbao (1908). Colección Fundación Banco Santander
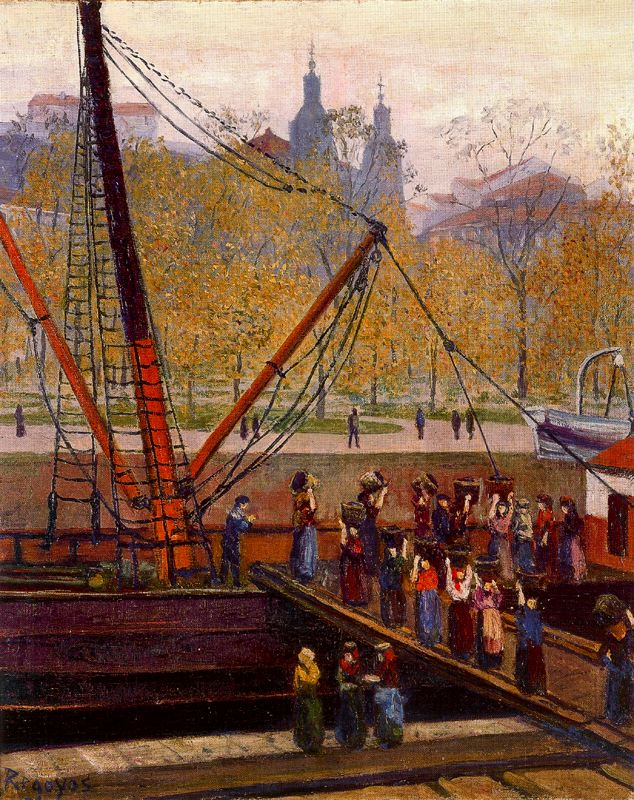
Cargadoras del muelle del Arenal (1908)
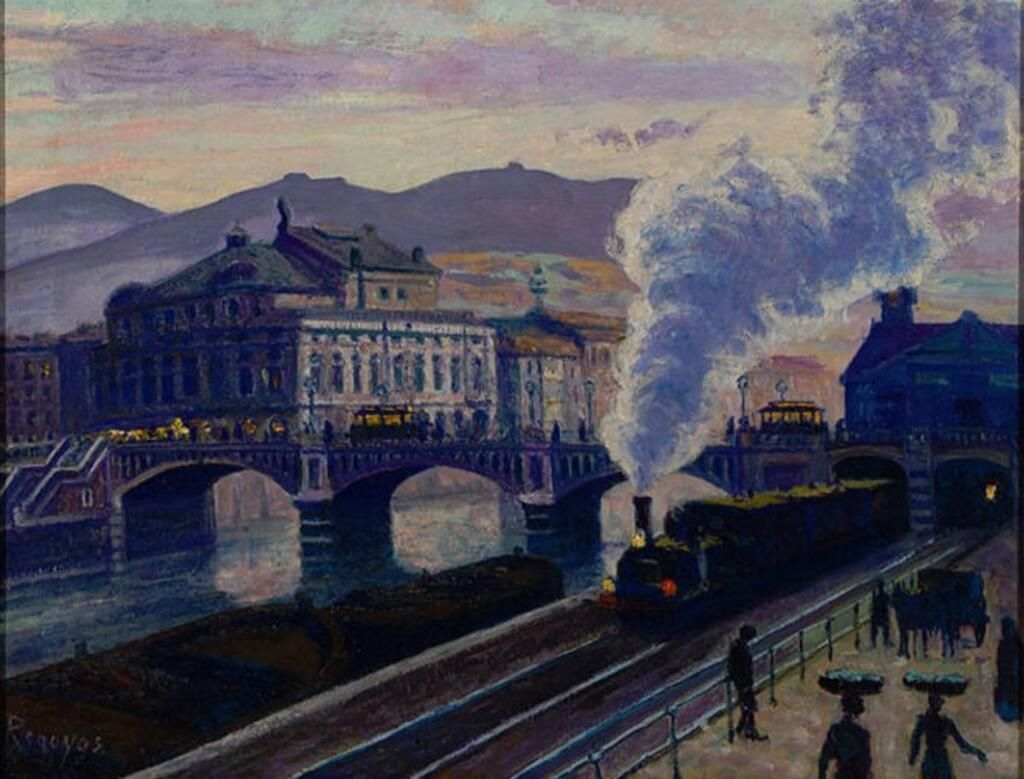
El puente del Arenal (1910)
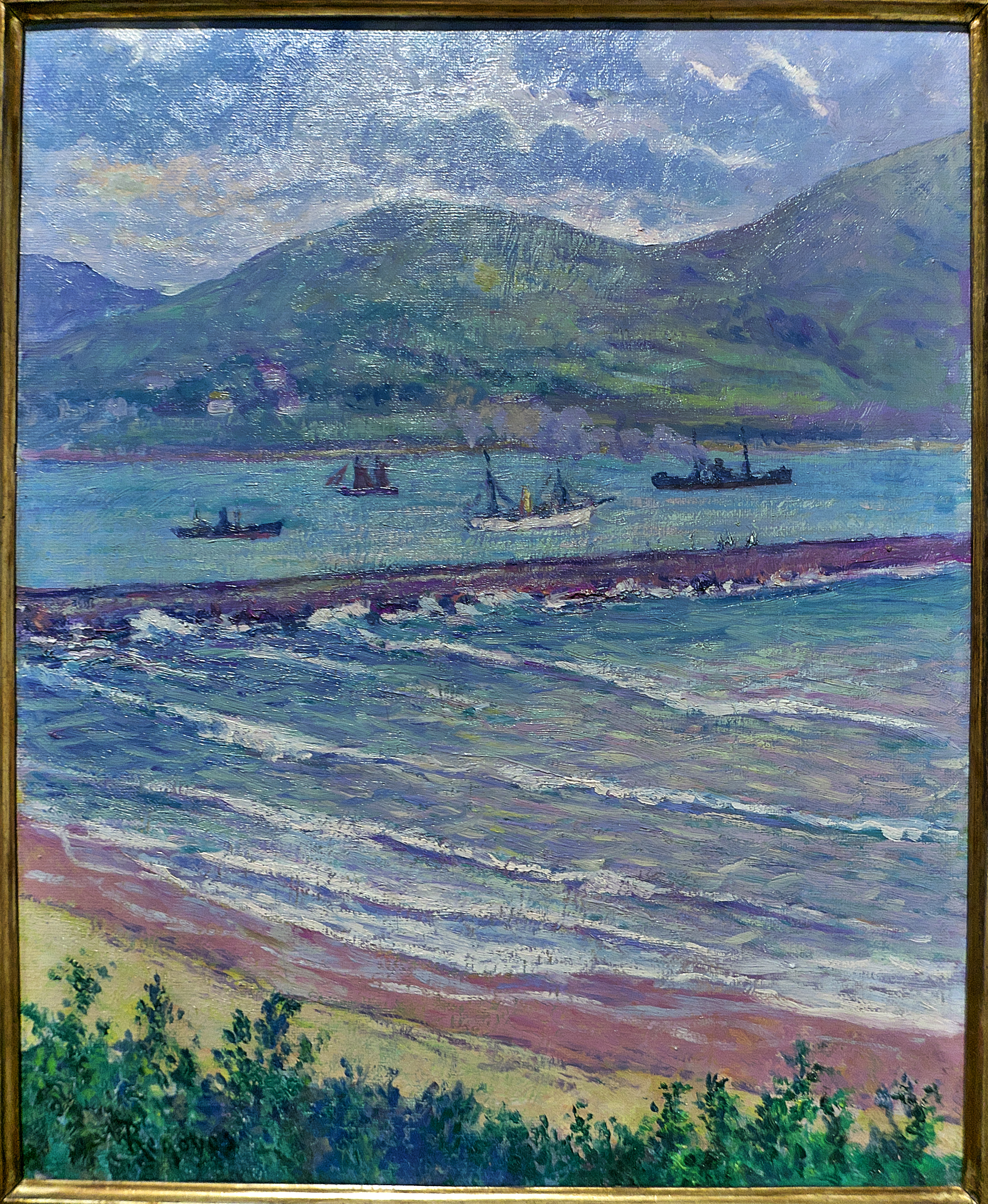
Puerto de Bilbao (1910). Colección BBVA.
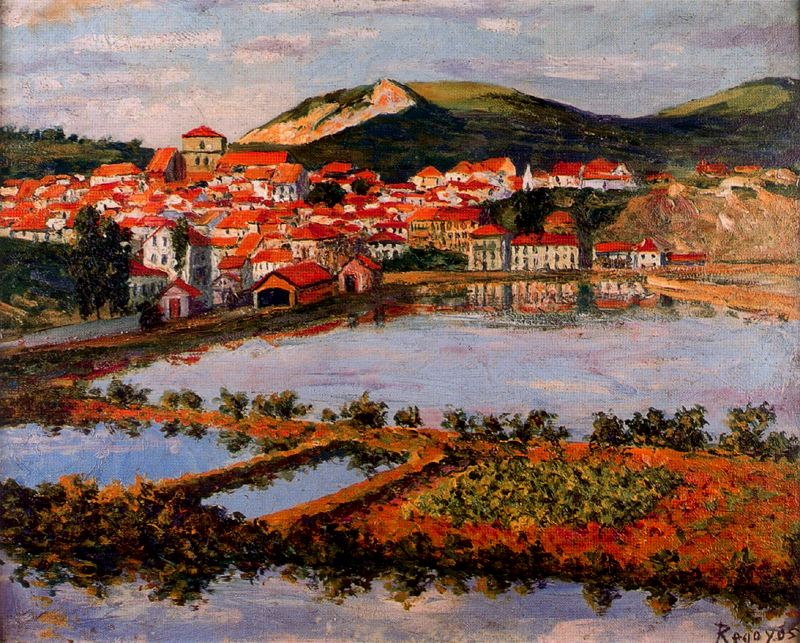
Plencia (1910)